# Globe (groupe)
Pour les articles homonymes, voir Globe.

globe est un groupe de J-pop, actif depuis 1995. Le groupe est créé par le producteur et claviériste Tetsuya Komuro, avec la chanteuse Keiko, et le rappeur Marc Panther, ex-mannequin japonais né en France. Yoshiki, batteur de X Japan, rejoint provisoirement le groupe en 2002, renommé pour l'occasion globe Extreme, alors que Komuro épouse Keiko. globe vend plusieurs millions d'albums dans les années 1990, mais son succès se tasse dans les années 2000, après un tournant musical vers le style trance. Le groupe est reconnu pour avoir exploré de nouveaux sons à chaque album et avoir incarné un certain avant-gardisme sur la scène pop japonaise.

## Histoire

### 1995-1999: Succès commercial
Globe connait un énorme succès dans les années 1990. Son premier album homonyme sorti en 1996 est alors l'album le plus vendu de l'histoire du Japon à plus de quatre millions d'exemplaires… Précédé des singles Feels Like Dance, Joy To the Love, Sweet Pain et Departures qui connait un succès titanesque avec plus de 2,2 million d'exemplaires.
En 1997 sort l'album Faces Places qui est lui aussi un énorme succès et se vend à plus de 3,2 million d'exemplaires. Il contient deux des plus grands succès de l'histoire du groupe Can't Stop Faling in Love et Face (tous deux vendus à plus d'un million de copies).
En 1998 sort Love Again, précédé seulement de deux singles : Wanderin' Destiny et Love Again, lui aussi numéro un des ventes et se vend certes moins bien que ses prédécesseurs mais reste un gros succès commercial. Il est le 12e album le plus vendu cette année-là au Japon.
Globe se remet vite au travail et sort en décembre Relation précédé de 4 singles : Wanna Be a Dreammaker (qui obtient le grand prix lors des 40th Japan Record Awards), Sa Yo Na Ra, Sweet Heart et Perfume Of Love. L'album entre en tête des ventes et se vend mieux que Love Again. Il est le 12e album le plus vendu en 1999 au Japon.
En 1999 est publié l'album de remixes First Reproducts, et le premier best-of Cruise Records 1995-2000 qui se vend à plus de 2,7 millions d'exemplaires et sera le 3e album le plus vendu en 1999 au Japon.
Avec plus de 13 000 000 d'albums vendus en seulement 4 ans, Globe incarne sur la scène japonaise un véritable phénomène.

### 2000-2002: Expérimentations et déclin des ventes
En 2000, globe veut évoluer et explorer de nouveaux styles musicaux et lance le projet Globe Featuring. ou les membres du groupe sortent chacun un single en solo, le single ayant le plus de succès celui de Keiko On the way to you, un succès qui engendre sa première tournée solo.
En 2001, globe sort Outernet qui opère un virage radical vers la musique trance, style en vogue au Japon à cette époque (seule la fin de l'album rappelle les anciennes compositions du groupe). Malgré une bonne presse le public est fortement déstabilisé et l'album débutera à la 9e place du top Oricon et se vendra à environ 150 000 copies, un score très faible compte tenu des ventes de leurs précédent disques.
En février 2002 sort l'album Lights, précédé des singles Try this Shoot, Stop! in the Name of love et Genesis of next (générique de Cyborg 009). Many Classic Moments sortira le même jour que l'album et deviendra l'une des chansons les plus populaires de Globe. L'album décroche la 2e place du top album et se vendra à 277 420 exemplaires, il sera le 71e album le plus vendu en 2002, et restera l'un des albums trance les mieux vendus au monde.
Deux mois plus tard sort Lights 2, précédé du single Over The Rainbow, l'ambiance y est un peu plus sombre et expérimentale, ce qui n'empêchera pas à l'album d'obtenir une 2e place au Top Oricon et de se vendre mieux qu'Outernet.
En 2002, Yokishi, l'ex batteur du X-Japan, rejoint le groupe qui se renommera pour l'occasion Globe Extreme.

### 2003-2006: Hiatus, Projets Solos et nouveau style
En 2003, Marc Panther fonde avec le musicien Chami le groupe 245 aux ambitions internationales.
Yokishi collaborera pour le single Seize the Light qui figurera sur l'album Level 4 qui sort en mars 2003, toujours dans un registre Trance/Pop mais plus accessible que Lights 2. Il obtiendra une 17e place à l'Oricon, le titre This is the Last Night n'est pas composé par TK mais par Marc et son groupe 245.
Le groupe fera alors une pause de deux ans durant laquelle Testuya et Keiko se marient. Keiko sort fin 2003 son single solo KCO (Humanrace, Christmas Chrous), et. Quelques mois plus tard, il est annoncé que la parenthèse Globe Extreme se referme à la suite du départ de Yoshiki.
En 2004 parait la compilation Globe Decade: Single History 1995-2004 contenant tous les singles allant de Feel Like Dance à Get it On Now.
En 2005, Globe est de retour pour ses dix ans de carrière avec l'album sobrement intitulé Globe 2 Pop/Rock ou le groupe revient au style Pop/Rock de leurs débuts et beaucoup moins Trance. Le simple Here I Am obtiendra la neuvième place du top singles. L'album recevra d'excellentes critiques et se hissera à la cinquième place des ventes, il parviendra à réaliser un score sensiblement égal à celui de Level 4.
En mars 2006 sort l'album Maniac, qui ne contient que 3 pistes aux influences électroniques (Please don't give up, Appreciate et SIMPLOVE). Il contient un 2e CD incluant plusieurs titres solos de TK, du groupe 245 et de KCO. Il entrera directement douzième du Top Albums.
En août 2006, Globe sort New Deal, un mini album aux influences latines contenant en bonus une version alternative de Soldier.
New Deal est le dernier disque original du groupe sorti à ce jour.

### 2007-2008: controverse et Hiatus
En 2008, Keiko entame une carrière en solo sous le nom KCO qui dévoile en avril l'album O-CRAZY LUV, précédé par le single "Haru no yuki" (Sping Snow), l'album est produit par TK et se classera 36e à l'Oricon.
Fin 2008, Globe devait sortir deux nouveaux singles (Get Wild et Self Control), mais ce projet est annulé à la suite de l'arrestation de Komuro pour escroquerie. Le catalogue du groupe est alors retiré des plateformes de téléchargement. L'avenir du groupe est alors incertain.

### 2009-Présent: Retour du Hiatus
Le 30 août 2009, Globe annonce son retour sur scène pour le festival a-nation, Testuya apparaîtra d'abord en solo et interprète plusieurs hits du groupe, Keiko et Marc le rejoignent pour interpréter Face et Many Classic Moments. La discographie du groupe est alors de retour sur les plateformes digitales.
Le 24 octobre 2011, Keiko est victime d'une hémorragie méningée qui entraîne une hospitalisation, il faudra attendre 4 ans pour qu'elle fasse une première annonce publique.
Entre 2011 et 2014 sortiront 4 albums de remixes de Globe : House of Globe et Ragga Globe en 2011, Globe EDM Sessions en 2013 et GDM en 2014.

### 2015-2016: Globe fête son anniversaire
En 2015, Globe fête ses 20 ans de carrière et publie l'album de remixes intitulé Remode, il se classera 12e du top albums, il s'agit de leur meilleur classement pour un album de remixes depuis Global Trance Best en 2003. Lors d'un showcase organisé pour le lancement de l'album, TK et Marc Panther étaient présents.
L'une des surprises pour les fans fut la diffusion d'un message audio de Keiko, il s'agit de la première fois qu'elle s'exprime depuis son accident.
En décembre est publié Globe20th - SPECIAL COVER BEST, un album hommage ou de nombreuses stars dont Hyde, Ayumi Hamasaki, Koda Kumi, TRF, Hitomi, AAA, Bullet Train, GreeeeN , Mirei Touyama reprennent les plus grands tubes du groupe des 4 premiers albums ainsi que Many Classics Moments. L'album entrera la 8e place du Top Oricon avec plus de 11 700 exemplaires vendus en première semaine.
En 2016 sont publiés sur la chaîne YouTube du groupe un clip vidéo pour Face & Departures, ce qui annonce la sortie en septembre du coffret globe 2 Decade, Live Blu-ray Box qui contient tous les concerts filmés du groupe en qualité Blu-Ray, ainsi que le CD live de la tournée solo de Keiko de 2000, ainsi que des bonus.
En mars 2017, les quatre premiers albums du groupe sont disponibles en téléchargement et en streaming dans leur forme « DELUXE EDITION », remasterisés accompagnés de leur versions instrumentales.

### 2017: un retour possible?
Le 28 juin, Globe est de retour (sans Keiko) lors d'un show télévisé pour interpréter avec la chanteuse Hiroko Shimabukuro en invitée les anciens titres Face et Precious Memories.
Le 15 août 2017, Tetsuya Komuro poste sur son compte Instagram une vidéo ou l'on entend Keiko interpréter une chanson inédite, nommée « Keiko 2016-2017 ».
TK a écrit en commentaire « Après sa maladie, j'ai fat une chanson pour qu'elle essaye de chanter. Je pense qu'elle va mieux maintenant. »
Oricon dévoile que le best of 15 Years- BEST HIT SELECTION est le 18e album le plus téléchargé au Japon en 2017 avec 21 690 téléchargements.

### 2018: le bout du chemin
Le 19 janvier 2018, Tetsuya Komuro annonce lors de sa conférence de presse qu'il met fin à ses activités.

## Discographie

### Singles
Autres singles solos
(du temps de globe)

### Albums studio
Mini-album

## Vidéos
VHS
1. preview (12/02/1997)
2. globe＠4_domes (30/07/1997)
3. globe tour 1998 “Love again” (16/12/1998)
4. NAKED screen (25/03/1999)
5. globe tour 1999 Relation (15/03/2000)
6. on the way to YOU / THE MAIN LOAD / Throwin' down in the double 0 (14/06/2000)
7. globe special live -genesis of next- (27/03/2002)

DVD
1. globe tour 1999 Relation (15/03/2000)
2. globe＠4_domes (29/03/2000)
3. globe tour 1998 “Love again” (29/03/2000)
4. NAKED screen (29/03/2000)
5. on the way to YOU / THE MAIN LOAD / Throwin' down in the double 0 (14/06/2000)
6. NAKED screen + globe featuring KEIKO.MARC.TK CLIPS 1995-2000 (13/03/2002)
7. globe special live -genesis of next- (27/03/2002)
8. globe tour 2002 -category trance, category all genre- (26/09/2002)
9. 8 YEARS Clips Collection (11/12/2002)
10. preview (10/12/2003)
11. globe the best live 1995-2002 (31/03/2004)
12. globe decade -access best seasons 1995-2004- (27/04/2005)

DVD-Audio
1. 8 years～Many Classic Moments～ (28/01/2004)